# Rodrigo Rojas de Negri
Rodrigo Andrés Rojas de Negri (Valparaíso, 7 de marzo de 1967-Santiago, 6 de julio de 1986) fue un fotógrafo chileno que murió a causa de las quemaduras infligidas por una patrulla militar durante una protesta contra la dictadura militar de Augusto Pinochet. Abandonado en una zona rural, Rojas pereció a los cuatro días mientras era tratado en un recinto hospitalario.

## Biografía
Rodrigo Rojas salió de vacaciones a Canadá, donde vivía su abuela, a los nueve años de edad, el verano de 1976, pero no sabía que partía en realidad al exilio: su madre, Verónica de Negri, fue detenida al poco tiempo con otros miembros del Partido Comunista. Ambos se reunieron al año siguiente, cuando ella recobró la libertad y emigró a Estados Unidos junto con Pablo, su hijo menor.
Su pasión por la fotografía nació a los seis años edad, cuando conoció a un fotógrafo amigo de la familia. En Estados Unidos, «pasaba la mayoría de las tardes en casa de otro chileno exiliado, el fotógrafo Marcelo Montecino, quien se transformó en su maestro. “Iba a todas las actividades de solidaridad con Chile. Tenía unos 14 años y nunca tuve que enseñarle nada técnico en fotografía. Conversábamos largo y luego se metía a mi cuarto oscuro a trabajar. Muchas veces le pedí que ampliara mis fotos”, recuerda Montecino», quien ha escaneado los negativos para la primera exposición de Rojas.
Durante los años que vivió en Norteamérica, Rodrigo convivía con comunidades latinas, estaba al tanto de las guerrillas sandinistas en Nicaragua y de la situación chilena, tocaba charango en una banda de música andina.
En marzo de 1986 regresó a Chile. Consigo llevaba dos cámaras fotográficas: quería retratar la vida del país y luego publicar un libro con esas fotos en Estados Unidos. Llegó a Lima, hasta donde tenía el pasaje, y de allí pasó la frontera a Arica, donde residía su abuelo.
Una vez en Santiago, se dedicó a tomar fotografías. Su osadía sorprendía a las personas, ya que tomaba fotos de militares y carabineros sin medir las circunstancias, hablaba a viva voz en la vía pública en contra del régimen y le costaba entender que hubiera gente que ocultara su domicilio, por temor a represalias.
Deseaba formalizar su militancia en las Juventudes Comunistas; se integró a las actividades estando en la Facultad de Medicina Norte de la Universidad de Chile, participando en movilizaciones y tomando fotografías.
El 1 de julio se reunió con estudiantes de la Universidad de Santiago en la Estación Central. Allí compartió con pobladores y realizaron actividades recreativas para los niños.

### Muerte

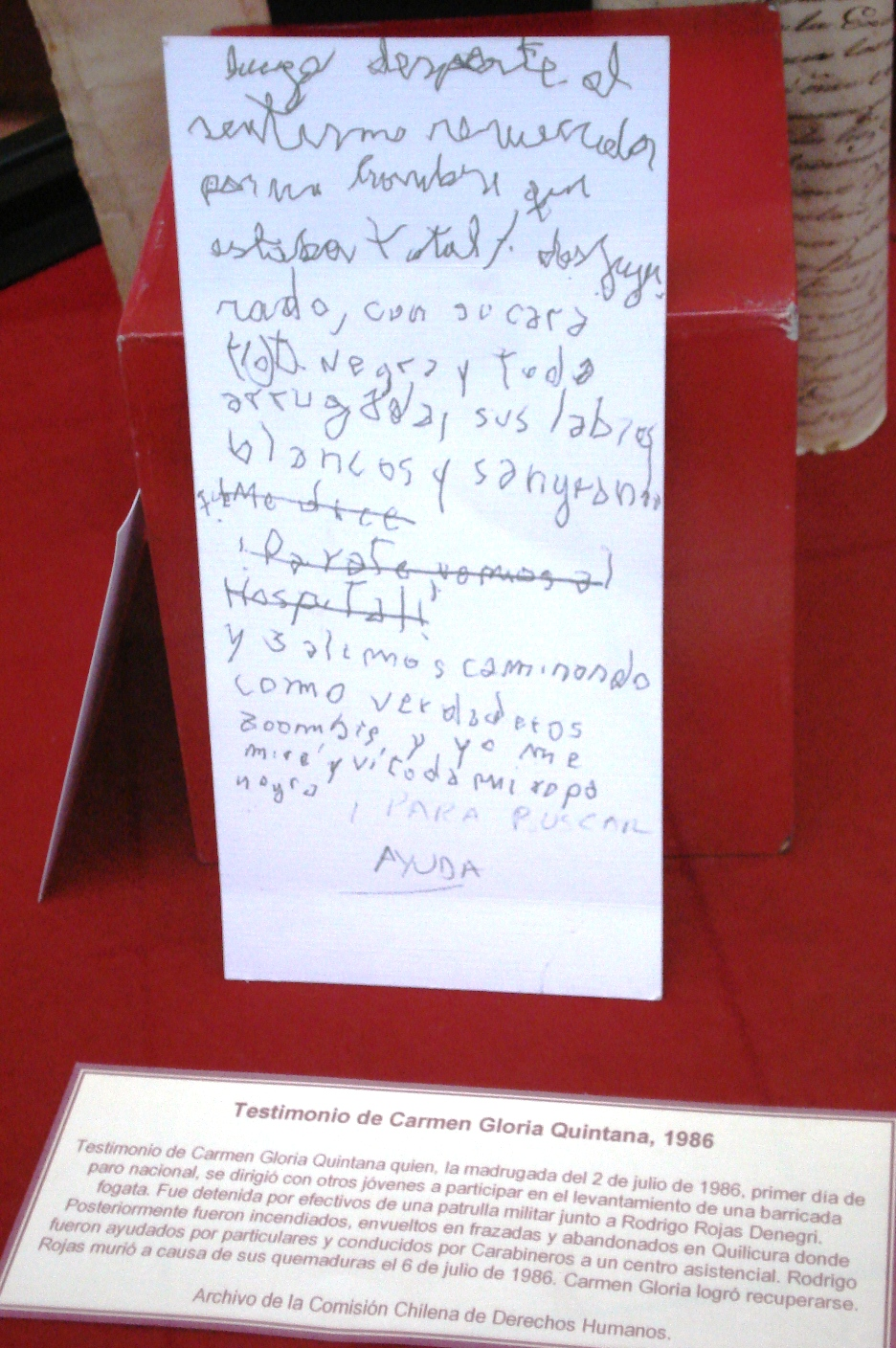
Testimonio manuscrito de Carmen Gloria Quintana del atentado en su contra.

El 2 de julio, a las ocho de la mañana caminaba junto a un grupo de jóvenes cuando fueron interceptados por una patrulla militar, que los persiguió y capturó junto a Carmen Gloria Quintana. Fueron  golpeados, posteriormente rociados con combustible y quemados vivos.
El entonces teniente Pedro Enrique Fernández Dittus, jefe de la patrulla militar, ordenó que los cuerpos humeantes fueran cubiertos con frazadas y subidos a uno de sus vehículos. Horas más tarde, fueron lanzados en una acequia de las afueras de Santiago, en el sector rural de Quilicura, donde efectivos policiales los encontraron y trasladaron de urgencia a la posta de esta comuna. A las 15:55 del 6 de julio murió a causa de las quemaduras. El 18 de julio de 1986, el Comandante de la Guarnición de Ejército de Santiago emitió un comunicado según el cual, y de acuerdo a indagaciones realizadas,

el día 2 de julio, en circunstancia que una patrulla militar vigilaba el orden público, sorprendió a un grupo de personas que pretendía alterarlo y portaba material inflamable contenido en envases destinados a ese objeto. Entre dichas personas se encontraban Carmen Gloria Quintana y Rodrigo Rojas Denegri. Asimismo según las informaciones proporcionadas por el personal a que se hará mención en el número siguiente, al volcarse uno de los envases con material inflamable, por la acción de uno de los propios detenidos, se encendió la vestimenta de los nombrados, la que fue apagada con frazadas que llevaba el personal militar.

3. Como consecuencia de lo anterior, esta Comandancia de Guarnición ha dispuesto la detención de los tres oficiales, cinco suboficiales y diecisiete conscriptos que habrían participado en los hechos mencionados y esta tarde ha oficiado el señor Ministro en Visita, don Alberto Echavarría Lorca, informándole tales antecedentes y poniendo a su disposición al personal señalado, para que investigue en conformidad a derecho su eventual participación y grado de responsabilidad.
Comandante de la Guarnición de Ejército de Santiago

### Reacciones a su muerte

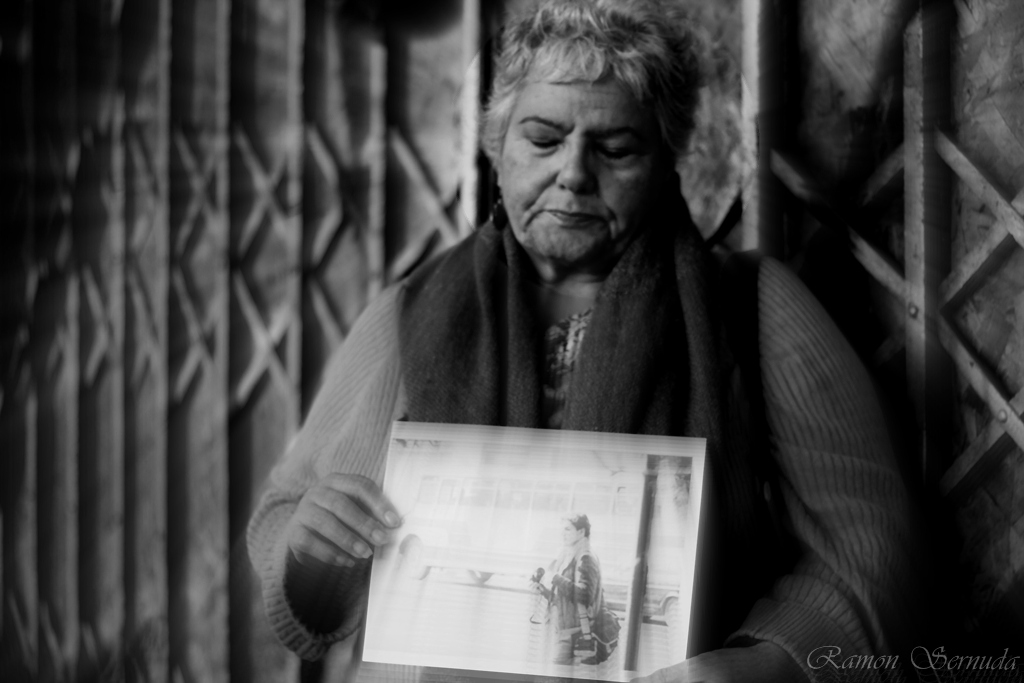
Verónica De Negri, madre de Rodrigo, con una foto de su hijo (2013).

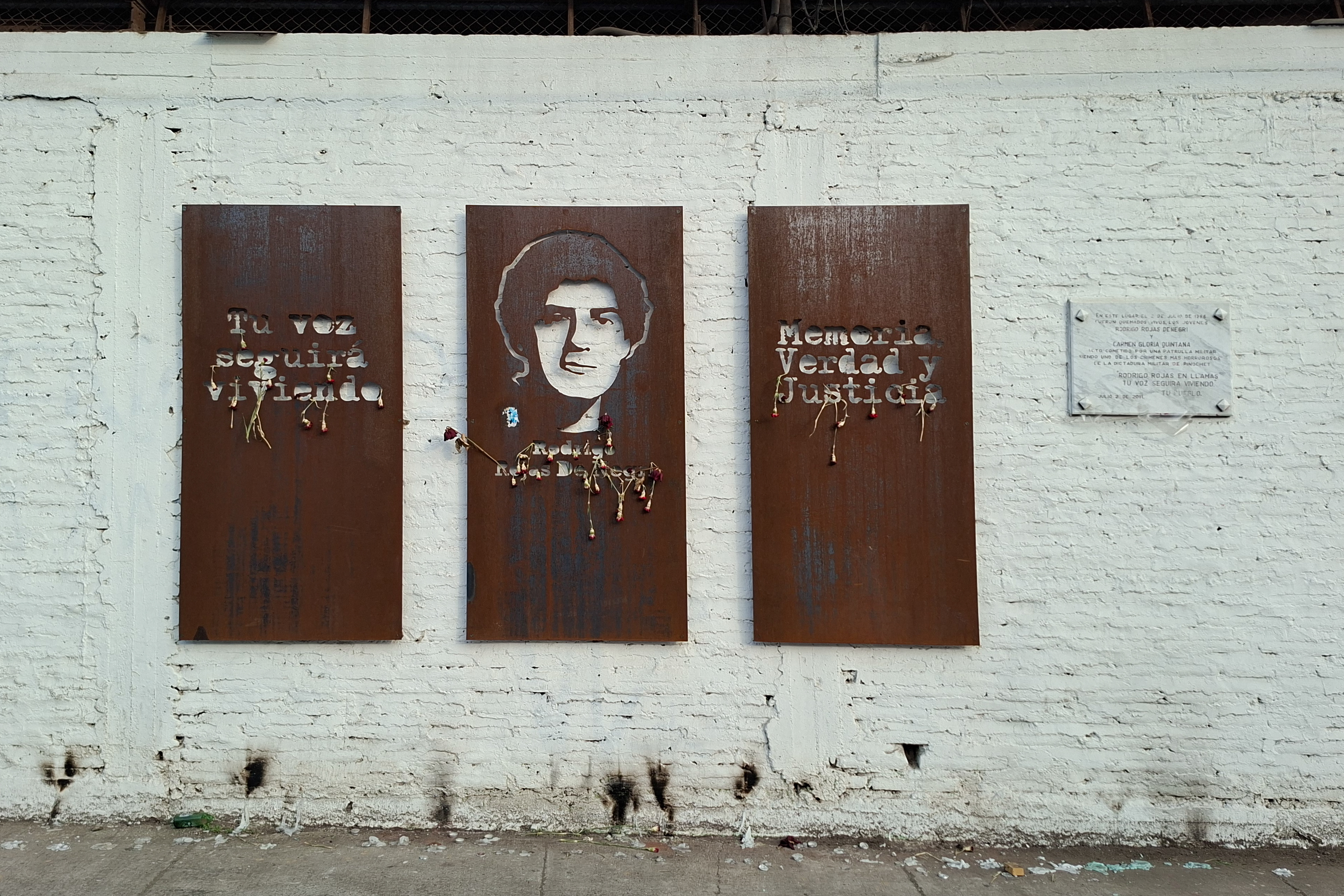
Memorial a Rodrigo Rojas De Negri y Carmen Gloria Quintana en Estación Central.

El grupo Illapu le dedicó la canción Para seguir viviendo, que forma parte del disco homónimo (1986). También el dúo Quelentaro le compuso una copla titulada Rodrigo Rojas. El grupo británico The Dream Academy le dedicó la canción In Exile (For Rodrigo Rojas) del álbum Remembrance Days (1987). Mientras que la banda chilena Tenemos Explosivos le dedica la canción Montreal, 400 negativos incluida en su disco La Virgen De Los Mataderos, donde hay varias referencias al caso.
El Consejo de la Cultura creó en 2006 el premio de fotografía Rodrigo Rojas de Negri, pero nadie conoce sus fotos. Esta situación será corregida en septiembre de 2013 cuando se inaugure la primera exposición de Rojas en el Museo de Arte Contemporáneo de Santiago y en el de la Memoria y los Derechos Humanos, ambos en la Quinta Normal, una selección de 60 instantáneas, de un total de 400 negativos.
Anualmente se efectúan ceremonias en recuerdo a Rodrigo Rojas, principalmente en la Población Los Nogales, Estación Central, en el lugar donde fue quemado vivo.

### Traslado de sus restos
La Agrupación de Familiares de Ejecutados Políticos trasladó el 12 de agosto de 2003 los restos de cinco opositores al régimen de Augusto Pinochet, ejecutados entre 1973 y 1986, hasta el Memorial a las Víctimas en el Cementerio General de Santiago: Federico Álvarez, del Movimiento de Izquierda Revolucionaria (MIR) detenido el 14 de agosto de 1979 y muerto a causa de las torturas; María Verónica Cienfuegos, acribillada en 1981; Fernando Vergara, también del MIR, asesinado por la Central Nacional de Informaciones (CNI) en 1984; Ofelia Villarroel, comunista ejecutada en una carretera el 23 de septiembre de 1973, y Rojas.

### Juicio
Fernández Dittus fue condenado preliminarmente a 600 días de presidio sin remisión, pero la Corte Marcial cambió de parecer y concluyó que su acto criminal fue solo de negligencia. Fernández Dittus cumplió una condena de un año en el penal especial de Punta Peuco, al cabo del cual consiguió acreditar ante la Comisión Médica del Ejército el padecimiento de una “psicopatía orgánica” que la justicia castrense consideró como atenuante. También lo incorporaron al grupo de pensionados por invalidez postguerra.
«El 10 de marzo de 2006, justo 20 años después del crimen y en el último día de gobierno de Ricardo Lagos, el Colegio de Profesores realizó una manifestación para desenmascarar a uno de los dueños de la escuela básica N° 172, ubicada en José Arrieta 6870, comuna de La Reina. La funa, o scratch, estuvo dirigida precisamente contra Fernández Dittus quien aparecía, en la Primera Notaría Peñalolén, como miembro de la sociedad Marta Rosa Elena Dittus Bayer e Hijos Limitada, beneficiada con la explotación de la concesión de ese negocio, prebenda que el lenguaje eufemístico local denomina sostenedor del establecimiento».

### Reapertura del caso
En julio de 2015 el ministro Mario Carroza dictó siete órdenes de detención en contra de funcionarios militares involucrados en el caso. La aparición de Fernando Guzmán como un testigo clave, quien fue uno de los conscriptos de la patrulla militar, brindó los antecedentes claves para avanzar en la resolución del caso. Dicho conscripto reconoció que, en ese momento, fue presionado a dar una declaración falsa a la justicia militar.
En septiembre de 2017 el ministro Carroza dictó acusación contra 13 militares en retiro, a 11 de ellos como autores, uno como cómplice, y a uno en calidad de encubridor. El abogado querellante Héctor Salazar criticó la falta de colaboración por parte del ejército, «Las instituciones a las que pertenecen los involucrados han hecho lo posible por entrabar la investigación y no cooperar en ella».

### Reconocimiento Póstumo
El 19 de abril de 2024 la Municipalidad de Estación Central aprobó el cambio de nombre de la calle Hernán Yungue, renombrándola como «Rodrigo Rojas De Negri».